# 슬레이 더 스파이어
Slay the Spire는 2인 개발사인 Mega Crit Games에서 제작했다.  2017년 11월 15일일에 출시된 게임이다. 현재 pc를 비롯한 PS4, Xbox One, 스위치와 콘솔과 모바일로도 출시돼있다.

## 게임 특징
다섯 가지의 캐릭터로 플레이 가능하고 고유의 덱으로 전투를 펼칠 수 있다. 또한 캐릭터를 도와주는 100가지 이상의 능력을 가진 각 유물들로 게임을 어렵게 만들 수 있고, 또한 쉽게 만들 수도 있다. 다양한 몬스터가 등장하는 것도 이 게임의 특징이다. 보스들은 3 스테이지당 한 명이 존재하고 각기 다른 능력을 사용한다. 200개 이상의 카드로 플레이어는 자신의 성향에 맞는 덱을 짤 수 있다.
카드를 사용하기 위해선 코스트가 존재한다. 3개의 기본 코스트가 매턴마다 주어지고 이것을 늘리거나 적게 만드는 카드와 유물이 존재한다. 쓴 카드는 바로 버려지며 모든 카드를 소비하면 다시 덱으로 돌아오는 순환형의 구조로 게임을 진행한다.
이 게임은 카드 게임임에도 카드를 무조건 많이 모으는 게 능사가 아니다. 반대로 덱압축을 통해 필요한 카드를 빠르게 찾는 게 게임의 특징 중 하나다. 기존의 TCG에서도 덱압축은 존재하지만 이 게임은 카드를 업그레이드와 제거의 기로에서 플레이어가 선택하게 만들며 또 다른 흥미요소를 갖게 만든다.
커스텀 모드도 게임의 특징 중 하나다. 특히 무한 모드에서는 선택할 수 있는 선택지가 많아 플레이어의 입맛에 맞게 덱을 짜고 어디까지 층을 올라갈 수 있는지 시험할 수 있다.

## 평가
pc기준 메타 크리틱, 오픈 크리틱 점수 89점이라는 상당히 높은 점수를 기록하고 있다. 스팀에서도 '압도적으로 긍정적'이라는 평가를 받고 있다. 카드 로그라이크 게임의 원형으로 이 게임 이후로 비슷한 장르와 인터페이스를 표방한 여러 게임 등이 나왔다.
| 평가 |                                               |
| --- | --------------------------------------------- |
| 통합 점수 통합사 점수 메타크리틱 PC: 89/100 [ 1 ] PS4: 88/100 [ 2 ] NS: 85/100 [ 3 ] iOS: 85/100 [ 4 ] 평론 점수 평론사 점수 IGN 9/10 [ 5 ] PC 게이머 (US) 92% [ 6 ] 터치아케이드 [ 7 ] |                                               |
| 통합 점수 |                                               |
| 통합사 | 점수                                          |
| 메타크리틱 | PC: 89/100 PS4: 88/100 NS: 85/100 iOS: 85/100 |
| 평론 점수 |                                               |
| 평론사 | 점수                                          |
| IGN | 9/10                                          |
| PC 게이머 (US) | 92%                                           |
| 터치아케이드 | [ 7 ]                                         |